# Kościół Nawiedzenia Najświętszej Maryi Panny w Domanicach
Kościół pw. Nawiedzenia Najświętszej Maryi Panny w Domanicach – kościół parafialny w Domanicach.
Około 1596 wzniesiony został kościół drewniany, afiliowany do kościoła parafialnego w Łukowie. Samodzielna parafia utworzona została w 1747 r.
Obecny kościół murowany, wybudowany w 1850 r. staraniem ks. Józefa Sienkiewicza. Kościół został konsekrowany w październiku 1850 r. przez Bpa Franciszka Ignacego Lewińskiego. Bez wyraźnych cech stylowych.

## Galeria zdjęć

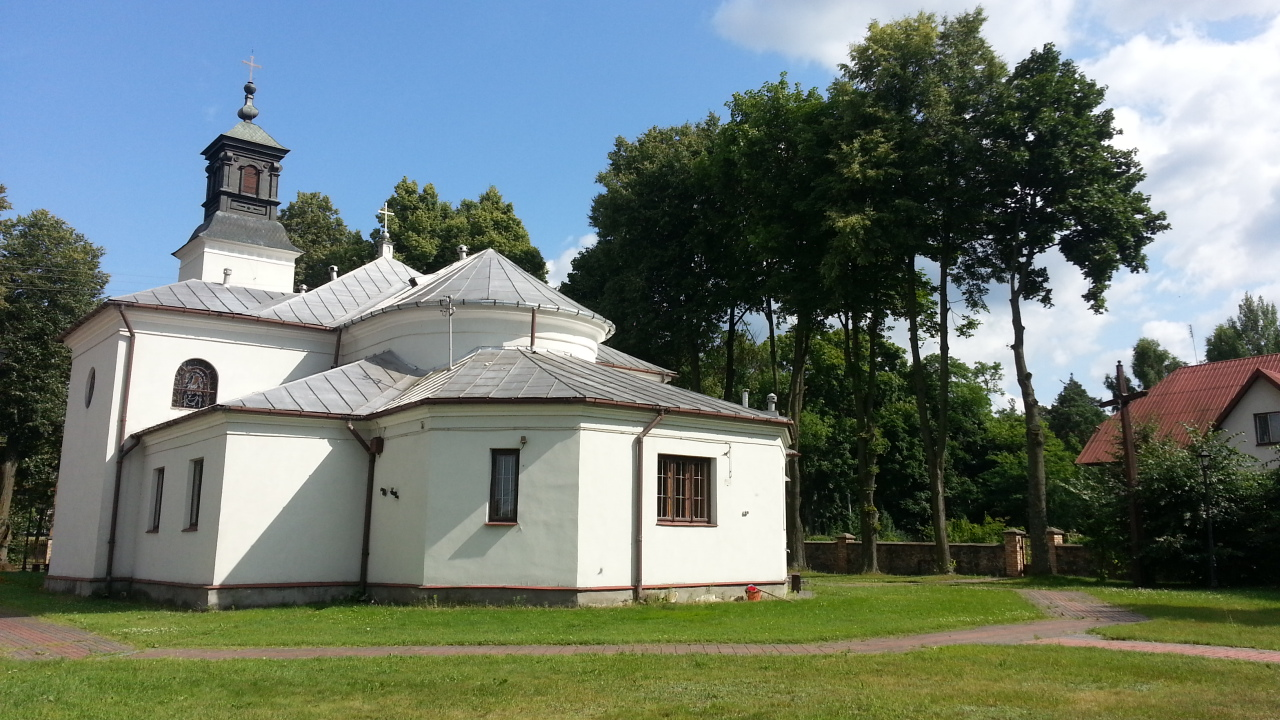
Domanice – kościół – widok od strony ogrodu
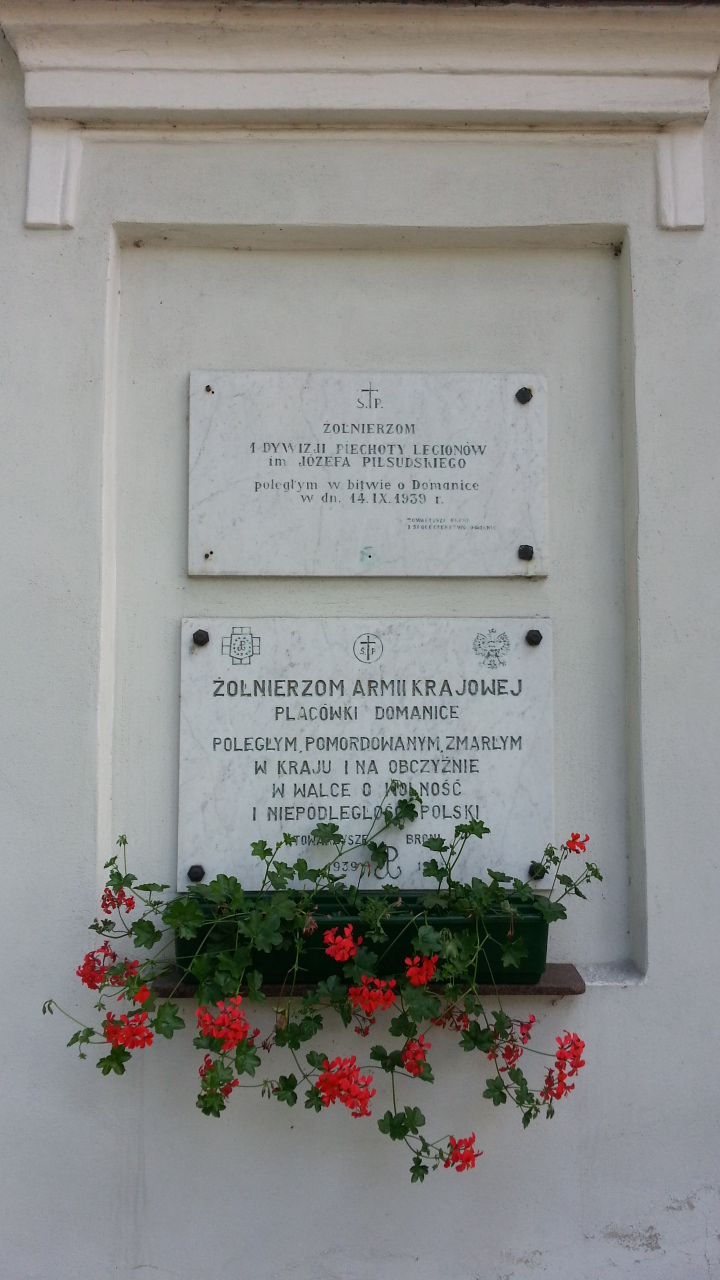
Tablice na kościele w Domanicach upamiętniające żołnierzy 1 DP Leg. i AK
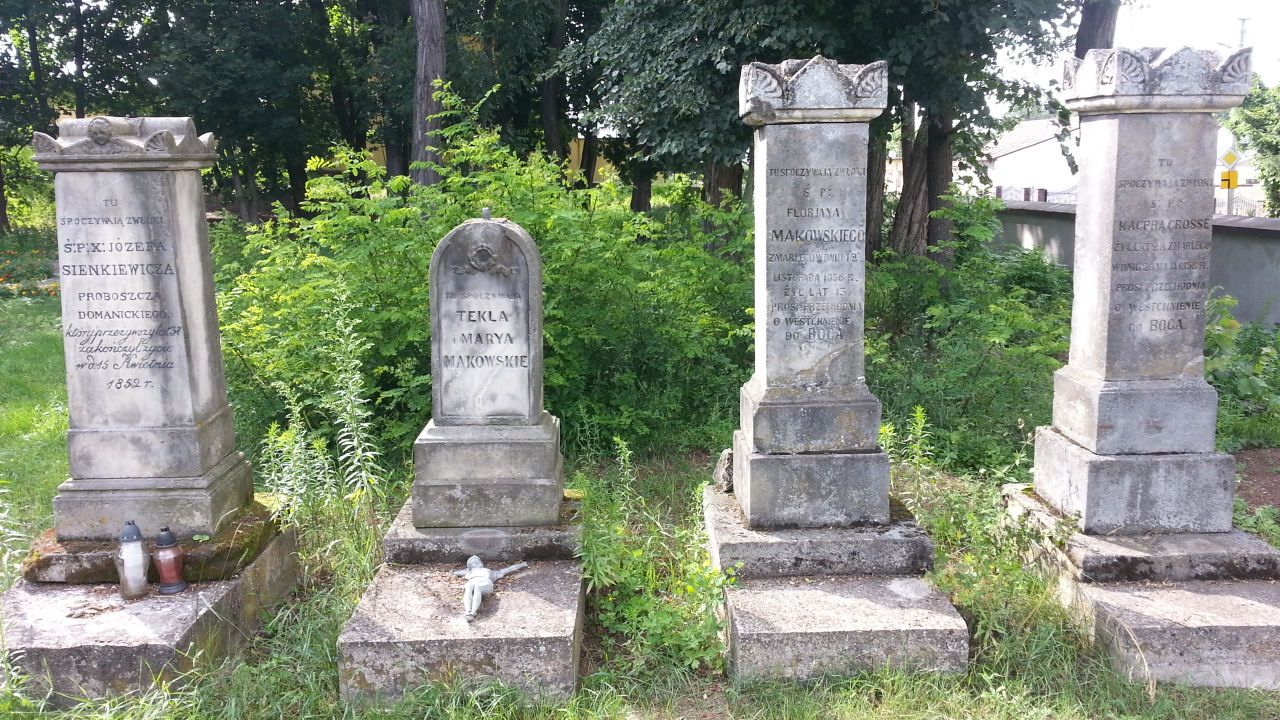
Groby na tyłach kościoła w Domanicach